# Svante Kvist
Svante Julius Kvist, född 7 mars 1904 i Landskrona, död 23 augusti 1999 i Landskrona, var en svensk fotbollsspelare.
Kvist representerade Landskrona Bois mellan 1925 och 1932. Han spelade två A-landskamper för Sverige 1929 och en B-landskamp 1931.